# صربيا في العصور الوسطى

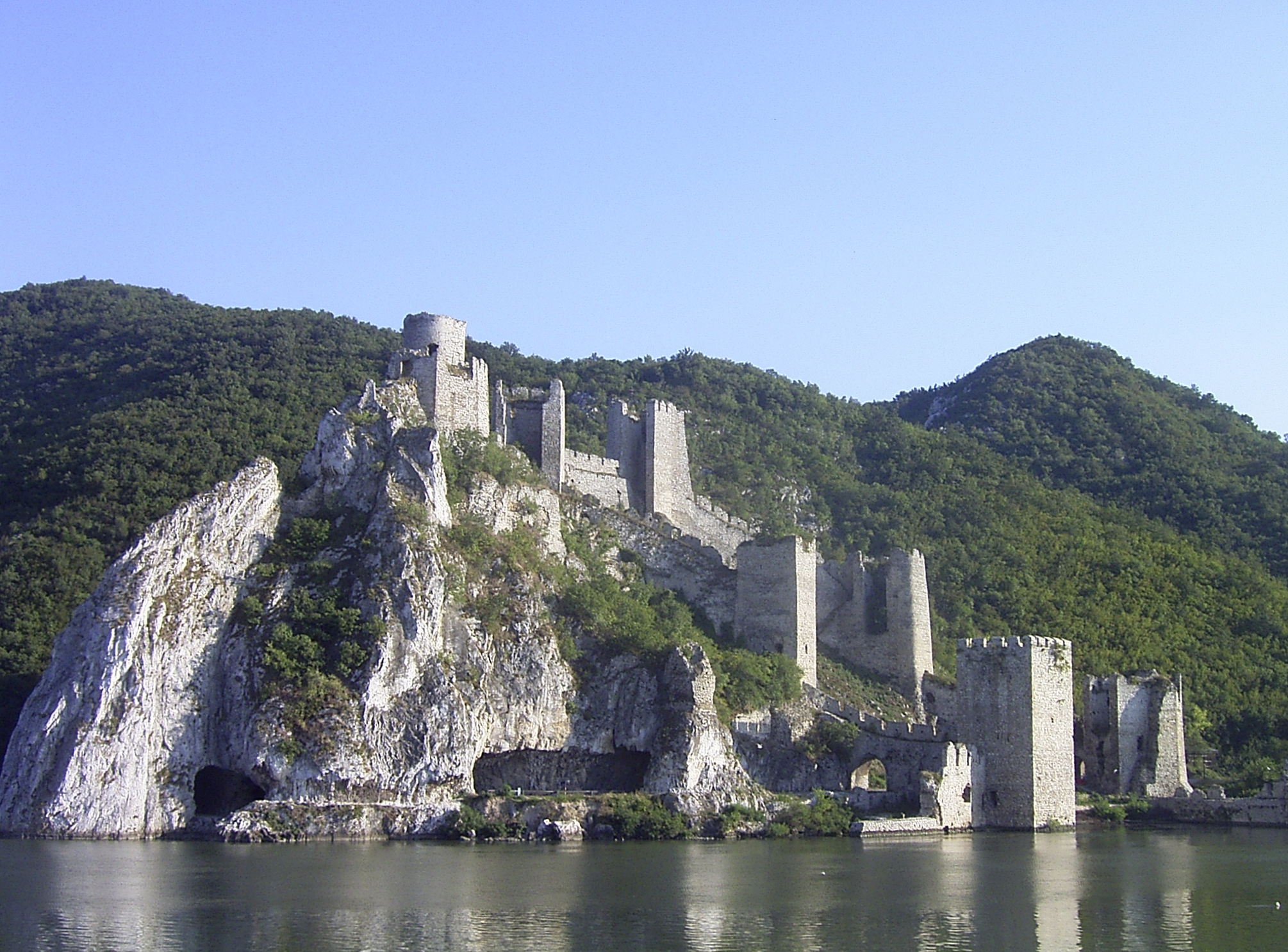

صربيا في العصور الوسطى (بالإنجليزية: Serbia in the Middle Ages)‏ هي فترة القرون الوسطى في تاريخ صربيا. بدأت هذه الفترة من القرن السادس مع الهجرات السلافية إلى جنوب شرق أوروبا واستمر حتى الفتح العثماني للأراضي الصربية في النصف الثاني من القرن الخامس عشر. تمتد هذه الفترة أيضًا حتى عام 1537، عند مقتل بافل باكيتش، آخر حامل للقب للديسبوتية الصربية (إمارة صربية) في المنفى المجري في معركة دياكوفو.

## مقدمة

### الأصول
ورد ذكر السلافيين عمومًا من قِبَل المؤرخين الرومان مثل تاسيتس وبلينيوس الأكبر وبطليموس تحت اسم شعب فيستولا فينيتي في القرنين الأول والثاني الميلاديين. في بداية القرنين الخامس والسادس، ذكر كل من الكاتب البيزنطي بروكوبيوس القيسراني والمؤرخ القوطي يوردانس السلافين باسم سكلافيني. بحلول هذا الوقت، كان السلافيون قد استقروا بالفعل في مناطق واسعة من وسط وشرق أوروبا - سلوفاكيا، ومورافيا، وبوهيميا، ووادي الدانوب المركزي، وشرق جبال الكاربات، في رومانيا الحديثة - وبالتالي وصلوا إلى الحدود الشمالية لشبه جزيرة البلقان التي كانت تُدعى شبه جزيرة هايمو في ذلك الوقت.
سجَّل المؤرخ تاسيتس أول ذكر للأشخاص الصرب عام 50 ميلادي، وفي سجلات بلينيوس الأكبر عام 77 ميلادي. بالإضافة إلى ذكرهم في سجلات المؤلف فيبيوس سيستر من القرن الرابع باسم (الصرب) بينما يُشير المؤرخ المعاصر أميانوس مارسيليانوس إلى سلسلة جبال الكاربات في شمال الدانوب على أنها «الجبال الصربية».
يُشير العمل اليوناني «من إدارة الإمبراطورية» الذي كتبه الإمبراطور البيزنطي قسطنطين السابع إلى أن الصرب قد رُحلِّوا من أراضي بوجكا، التي يُطلق عليها أيضًا صربيا البيضاء. لا يمكن أن يحدد علم التأريخ المكان الذي حدث فيه ذلك بالضبط، ولكن الإجماع العام ينصّ على أنه ربما كان وادي بولابي في بوهيميا (بوهيميا = بوجكا). ثمَّة فرضيات أخرى أيضًا تقول بأن ذلك حدث في المسار العلوي لنهري أودر وفيستولا في بولندا الحديثة أو في غرب أوكرانيا. بعد وفاة زعيم الصرب، تولَّى نجلاه الحُكم وقسَّما الصرب في مجموعتين. بقيت إحدى المجموعتين في صربيا البيضاء في حين هاجرت المجموعة الأخرى إلى البلقان.

### الاستيطان السلافي
داهم السكلافيون أراضي غرب البلقان واتّخذوا منها منطقة تابعة لهم. بالاشتراك مع شعب الآنتيس، وهي مجموعة سلافية أخرى، قاموا بعمليات اقتحام جنوب نهري الدانوب وسافا في البلقان إلى جانب اقتحامهم أراضي الإمبراطورية البيزنطية التي كانت تحت حكم جستينيان الأول (527-565)، الذي حقق الانتعاش للإمبراطورية الرومانية. وقد أدَّى وصول آفار أوراسيا إلى حوض بانونيا عام 567 إلى شن غارات بشكل أكبر. وقد تَبِع السلافيين الآفاريين في مشاريعهم وخططهم، التي كانت في معظمها مُدمِرة، داخل الأراضي البيزنطية. شن هؤلاء الهجوم على مدينة تلو الأخرى وعلى حصونهم عند مناطق الحدود العسكرية الرومانية على طول نهر الدانوب والحدود الشمالية للإمبراطورية، مثل مدينة سيرميوم (عام 582) وسينغيدونوم (بلغراد الحديثة، عام 584). في عامي 584 و586، حاصر السلافيون مدينة سلانيك، على بحر إيجة، وشنوا غارات على منطقة دالماسيا عام 597 بينما دُمرَّت المناطق الحدودية بأكملها عام 602.
ثم استمرت المرحلة الحاسمة، التي حدثت في معظمها من عام 610 حتى عام 626، عندما أغار السلافيين على الجزء الداخلي من البلقان وعملوا على تدمير المدن الكبرى وتخريب المنطقة الواقعة على نهر الدانوب بين شمال وجنوب اليونان، بما في ذلك الحصار المتكرر لمدينة سلانيك بين عامي 616 و618، ومدينة القسطنطينية عام 626. لم يمكن من الممكن إيقاف تلك الغارات إلا بعد هزيمتهم في القسطنطينية الأمر الذي أدَّى إلى تهدئة الوضع في شبه الجزيرة، ولكن بحلول ذلك الوقت، كانت أجزاء كبيرة من البلقان مأهولة بالفعل بالسلافيين.